# Victor Deiß
Victor Deiß (* 25. Februar 1935 in Korntal I, heute Moldawien), auch Viktor Deiss, ist ein deutscher Schauspieler und Synchronsprecher.

## Leben
Victor Deiß studierte von Ende der 1950er Jahre bis zum Anfang der 1960er Jahre an der Staatlichen Schauspielschule Berlin; zu seinen Kommilitonen gehörten damals auch Veronika Drogi, Helga Hahnemann, Manfred Karge, Renate Richter, Eckhart Strehle und Arno Wyzniewski. Nach Abschluss seines Studiums wurde er an Helene Weigels Berliner Ensemble engagiert. Dem Ensemble dieses Theaters gehört er auch heute (Stand: April 2015) noch an.
Seit seiner ersten Filmrolle (1970 in Frank Beyers Fernsehfilm Rottenknechte) übernahm Deiß auch immer wieder Film-, Fernseh- und Hörfunkrollen. Seit den 1990er Jahren hatte er zahlreiche Auftritte in Fernsehserien wie Immer wieder Sonntag, Polizeiruf 110, Mama ist unmöglich, Abschnitt 40 und GSG 9. Insgesamt wirkte Deiß als Schauspieler vor der Kamera von 1966 bis 2008 in mehr als 80 Film-und-Fernsehproduktionen mit.
Victor Deiß ist zudem umfangreich als Synchronsprecher tätig.

## Filmografie (Auswahl)

### Schauspieler
- 1971: Rottenknechte (TV) – Regie: Frank Beyer
- 1971: Optimistische Tragödie (TV) – Regie: Manfred Wekwerth
- 1972: Leichensache Zernik – Regie: Helmut Nitzschke
- 1973: Die sieben Affären der Doña Juanita (vierteiliger Fernsehfilm)
- 1973: Polizeiruf 110: Nachttresor (TV-Reihe) – Regie: Helmut Krätzig
- 1974: Spätsaison (TV-Serie) – Regie: Edgar Kaufmann
- 1974: Der aufhaltsame Aufstieg des Arturo Ui (Theateraufzeichnung)
- 1975: Till Eulenspiegel – Regie: Rainer Simon
- 1975: Lotte in Weimar – Regie: Egon Günther
- 1975: Polizeiruf 110: Die Rechnung geht nicht auf (TV-Reihe) – Regie: Thomas Jacob
- 1976: Requiem für Hans Grundig (TV) – Regie: Achim Hübner
- 1976: Ein altes Modell – Regie: Ulrich Thein
- 1977: Polizeiruf 110: Vermißt wird Peter Schnok (TV-Reihe) – Regie: Otto Holub
- 1977: Eine Handvoll Hoffnung – Regie: Frank Vogel
- 1977: Vietnam. 4. Die eiserne Festung (Sprecher) – Regie: Walter Heynowski und Gerhard Scheumann
- 1979: Karlchen, durchhalten (TV) – Regie: Siegfried Hartmann
- 1980: Blaue Pferde auf rotem Gras (Theateraufzeichnung) – Regie: Christoph Schroth, Margot Thyrêt
- 1980: Chirurgus Johann Paul Schroth (TV) – Regie: Peter Deutsch
- 1981: Jockei Monika (TV-Serie) – Regie: Thomas Jacob
- 1981: Das große Abenteuer des Kaspar Schmeck (TV) – Regie: Gunter Friedrich
- 1982: Dein unbekannter Bruder – Regie: Ulrich Weiß
- 1983: Das Luftschiff – Regie: Rainer Simon
- 1983: Der Staatsanwalt hat das Wort: Nur einen Schluck (TV) – Regie: Edgar Kaufmann
- 1984: Die Witwe Capet (TV) – Regie: Gerd Keil
- 1985: Junge Leute in der Stadt – Regie: Karl Heinz Lotz
- 1985: Flug des Falken (TV) – Regie: Peter Wekwerth
- 1985: Zahn um Zahn – Die Praktiken des Dr. Wittkugel (TV-Serie) – Regie: Peter Hill
- 1986: Gemeindeschwester Egon (TV) – Regie: Peter Hill
- 1986: Neumanns Geschichten (TV-Serie)
- 1986: Polizeiruf 110: Kein Tag ist wie der andere (TV-Reihe) – Regie: Thomas Jacob
- 1987: Gavroche (TV) – Regie: Dieter Bellmann
- 1988: Polizeiruf 110: Ihr faßt mich nie! (TV-Reihe) – Regie: Gerald Hujer
- 1988: Polizeiruf 110: Eine unruhige Nacht (TV-Reihe) – Regie: Hubert Hoelzke
- 1988: Polizeiruf 110: Der Kreuzworträtselfall (TV-Reihe) – Regie: Thomas Jacob
- 1988: Hannes (Fernsehfilm)
- 1989: Rita von Falkenhain (TV-Serie) – Regie: Peter Hill
- 1989: Die gläserne Fackel (TV) – Regie: Joachim Kunert
- 1989: Großer Frieden (Theateraufzeichnung)
- 1992: Verlorene Landschaft (TV) – Regie: Andreas Kleinert
- 1994: Um jeden Preis (TV) – Regie: Kai Wessel
- 1995: Neben der Zeit (TV) – Regie: Andreas Kleinert
- 1995: Polizeiruf 110: Bruder Lustig (TV-Reihe) – Regie: Thomas Jacob
- 1997: Im Namen der Unschuld (TV) – Regie: Andreas Kleinert
- 1997: Tatort: Eiskalt (TV-Reihe) – Regie: Kurt Ockermüller
- 1997: Die Story von Monty Spinnerratz – Regie: Michael F. Huse
- 1998: Polizeiruf 110: Das Wunder von Wustermark (TV-Reihe) – Regie: Bernd Böhlich
- 1998: Liebe deine Nächste! – Regie: Detlev Buck
- 1998: Abgehauen – Regie: Frank Beyer
- 1999: Polizeiruf 110: Mörderkind (TV-Reihe) – Regie: Matti Geschonneck
- 1999: Nur ein toter Mann ist ein guter Mann – Regie: Wolf Gremm
- 2002: Väter – Regie: Dani Levy
- 2004: Verführung in 6 Gängen (Fernsehfilm)

### Synchronsprecher
- 1943: Für Marek Windheim in Madame Curie als Juwelier
- 1979: Für Massimo Sarchielli in Von Corleone nach Brooklyn als Esposito
- 1987: Für Reginaldo Faria in Das Mädchen von nebenan als Mauro
- 1987: Für Enzo Maggio in Der Sohn des roten Korsaren als Candela
- 1989: Für Michael Lonsdale in Der Mann mit dem Buick als Inspector
- 1999: Für Harry Dean Stanton in The Straight Story – Eine wahre Geschichte als Lyle Straight
- 1999: Für José López Rodero in Die Neun Pforten als Pedro Ceniza
- 2007: Für Hubert Saint-Macary in Die zweigeteilte Frau als Bernard Violet
- 2007: Für Richard Herd in Desperate Housewives (Fernsehserie) als Harry Gaunt
- 2009–2012: Für Orson Bean in Desperate Housewives (Fernsehserie) als Roy Bender
- 2012–2017: Für Ken Kercheval in Dallas (Fernsehserie) als Cliff Barnes
- 2015: Für M. Emmet Walsh in The Scorpion King 4 – Der verlorene Thron als Gorak

## Theater
- 1969: Helmut Baierl: Johanna von Döbeln (Botenmeister) – Regie: Manfred Wekwerth/Helmut Rabe (Berliner Ensemble)
- 1969: Bertolt Brecht: Das Manifest (Brechtabend Nr. 5) – Regie: Klaus Erforth/Alexander Stillmark (Berliner Ensemble)
- 1971: Bertolt Brecht: Im Dickicht der Städte (Zuhälter Pavian) – Regie: Ruth Berghaus (Berliner Ensemble)
- 1971: Bertolt Brecht: Leben des Galilei (Mönch) – Regie: Fritz Bennewitz (Berliner Ensemble)
- 1972: Peter Hacks Omphale – Regie: Ruth Berghaus (Berliner Ensemble)
- 1973: Heiner Müller: Zement (Tscheka-Vorsitzender) – Regie: Ruth Berghaus (Berliner Ensemble)
- 1973: Bertolt Brecht: Turandot oder der Kongress der Weißwäscher – Regie: Wolfgang Pintzka/Peter Kupke (Berliner Ensemble)
- 1975: Leon Kruczkowski: Der erste Tag der Freiheit (Jan) – Regie: Jürgen Pörschmann/Günter Schmidt (Berliner Ensemble)
- 1980: Michail Schatrow: Blaue Pferde auf rotem Gras (Junger Mitarbeiter im Staatsapparat) – Regie: Christoph Schroth (Berliner Ensemble)
- 1983: Günther Weisenborn: Ramilie von Nevada (Jönsson) – Regie: Herbert Fischer (Szenische Lesung in der Akademie der Künste der DDR)
- 1986: Carl Zuckmayer: Der Hauptmann von Köpenick (Wormser) – Regie: Christoph Brück (Berliner Ensemble)
- 1987: Bertolt Brecht: Baal (Bürger) – Regie: Alejandro Quintana (Berliner Ensemble)
- 1991: Bertolt Brecht: Der gute Mensch von Sezuan – Regie: Alejandro Quintana (Berliner Ensemble)

## Hörspiele
- 1969: Bernhard Thieme: Protokoll über einen Zeitgenossen – Regie: Fritz Göhler (Hörspiel – Rundfunk der DDR)
- 1970: Finn Havrevold: Katastrophe (Bursche) – Regie: Helmut Hellstorff (Hörspiel – Rundfunk der DDR)
- 1970: Samuil Aljoschin: Der Diplomat (Bob) – Regie: Hannelore Solter (Hörspiel – Rundfunk der DDR)
- 1972: Gerd Bieker: Festraketen (Olli) – Regie: Maritta Hübner (Kinderhörspiel – Rundfunk der DDR)
- 1972: Guy Foissy: Am Anfang der Reise – Regie: Peter Groeger (Hörspiel – Rundfunk der DDR)
- 1972: Jerzy Gieraltowsky: Minen und Eier (Ptak) – Regie: Zbigniew Kopalko (Hörspiel – Rundfunk der DDR)
- 1973: Esko Korpilinna: Die Stimme des Herrn (Junger Mann) – Regie: Peter Groeger (Hörspiel – Rundfunk der DDR)
- 1973: Gisela Richter-Rostalski: Denkt lieber an Ewald (Freddi) – Regie: Manfred Täubert (Kinderhörspiel – Rundfunk der DDR)
- 1973: Hans Christian Andersen: Die wilden Schwäne / Der Schweinehirt (1. Prinz / Prinz) – Regie: Edgar Kaufmann, Barbara Plensat (Kinderhörspiel – Litera)
- 1974: Wolf D. Brennecke: Abriss eines Hauses (Uwe) – Regie: Fritz-Ernst Fechner (Hörspiel – Rundfunk der DDR)
- 1977: Hans Siebe: Herzogs Frau (Büssow) – Regie: Achim Scholz (Kriminalhörspiel – Rundfunk der DDR)
- 1978: Karl-Heinz Tesch: Der schreckliche Gott – Regie: Fritz-Ernst Fechner (Kriminalhörspiel – Rundfunk der DDR)
- 1978: Jan Eik: Kleines Haus am Wald (Hilmar) – Regie: Achim Scholz (Kriminalhörspiel – Rundfunk der DDR)
- 1979: Michail Schatrow: Blaue Pferde auf rotem Gras (Polgow) – Regie: Peter Groeger (Hörspiel – Rundfunk der DDR)
- 1980: Georg Büchner: Dantons Tod (Collot) – Regie: Joachim Staritz (Hörspiel – Rundfunk der DDR)
- 1980: Friedrich Schiller: Maria Stuart (Davison) – Regie: Werner Grunow (Hörspiel – Rundfunk der DDR)
- 1981: Hans Siebe: Drei Bagnaresi (Papagei) – Regie: Horst Liepach (Hörspiel – Rundfunk der DDR)
- 1981: Richard von Volkmann: Pechvogel und Glückskind – Regie: Christa Kowalski (Kinderhörspiel – Rundfunk der DDR)
- 1981: Peter Brasch: Der Wolf und Rotkäppchen in der Stadt (Clown) – Regie: Joachim Siebenschuh (Kinderhörspiel – Litera)
- 1982: Peter Hacks: Das Turmverlies – Geschichten von Henriette und Onkel Titus (König Laurin) – Regie: Fritz Göhler (Kinderhörspiel – Litera)
- 1983: August Strindberg: Ein Traumspiel (Zettelankleber) – Regie: Peter Groeger (Märchen für Erwachsene – Rundfunk der DDR)
- 1984: Bodo Schulenburg: Maus mit blauen Socken (Erzähler) – Regie: Manfred Täubert (Kinderhörspiel/Kurzhörspiel aus der Reihe: Geschichten aus dem Hut – Rundfunk der DDR)
- 1986: Klaus Rohleder: Tautropfen und Kaninchen (Bach) – Regie: Flora Hoffmann (Kinderhörspiel – Rundfunk der DDR)
- 1987: Russisches Volksmärchen: Auf des Hechtes Geheiß (Kainow) – Regie: Rüdiger Zeige (Kinderhörspiel – Rundfunk der DDR)
- 1987: Michail Bulgakow: Die letzten Tage (Nikolaus I.) – Regie: Ingeborg Medschinski (Hörspiel – Rundfunk der DDR)
- 1988: Hans Siebe: Porzellan (Direktor Engler) – Regie: Achim Scholz (Kriminalhörspiel – Rundfunk der DDR)
- 1988: Veit Stiller: Feuerwehrvergügen (Ludwig Mylius) – Regie: Detlef Kurzweg (Kurzhörspiel aus der Reihe: Waldstraße Nummer 7 – Rundfunk der DDR)
- 1989: Alexej Tolstoi: Gevatter Naúm (Zar) – Regie: Rainer Schwarz (Kinderhörspiel – Litera)
- 1990: Rita Herbst: Eine schrecklich nette Person (Foto-Haberland) – Regie: Detlef Kurzweg (Kriminalhörspiel/Kurzhörspiel – Rundfunk der DDR)
- 1993: Renate Görgen: Vom Melken oder Die Sinnlich-übersinnlichen Abenteuer des Walter Wolkenstein – Regie: Ursula Weck (Hörspiel – DS Kultur)
- 1994: Peter Mohr: Zur letzten Instanz (Herr Haus) – Regie: Holger Rink (Hörspiel – ORB)
- 1996: Karl Kirsch: Arthur – Regie: Albrecht Surkau (Kriminalhörspiel – DLR)
- 1998: Peter Steinbach: Warum ist es am Rhein so schön… (Siegmund Jähn) – Regie: Hans Gerd Krogmann (Hörspiel – WDR/DLR)
- 2002: Peter Steinbach: Die wunderbare Welt des Jean-Henri Fabre – Regie: Marguerite Gateau (Hörspiel (12 Teile) – DLR)
- 2003: Dylan Thomas: Unter dem Milchwald (Dai Brot) – Regie: Götz Fritsch (Hörspiel – MDR)